# Straßenbahn Olmütz

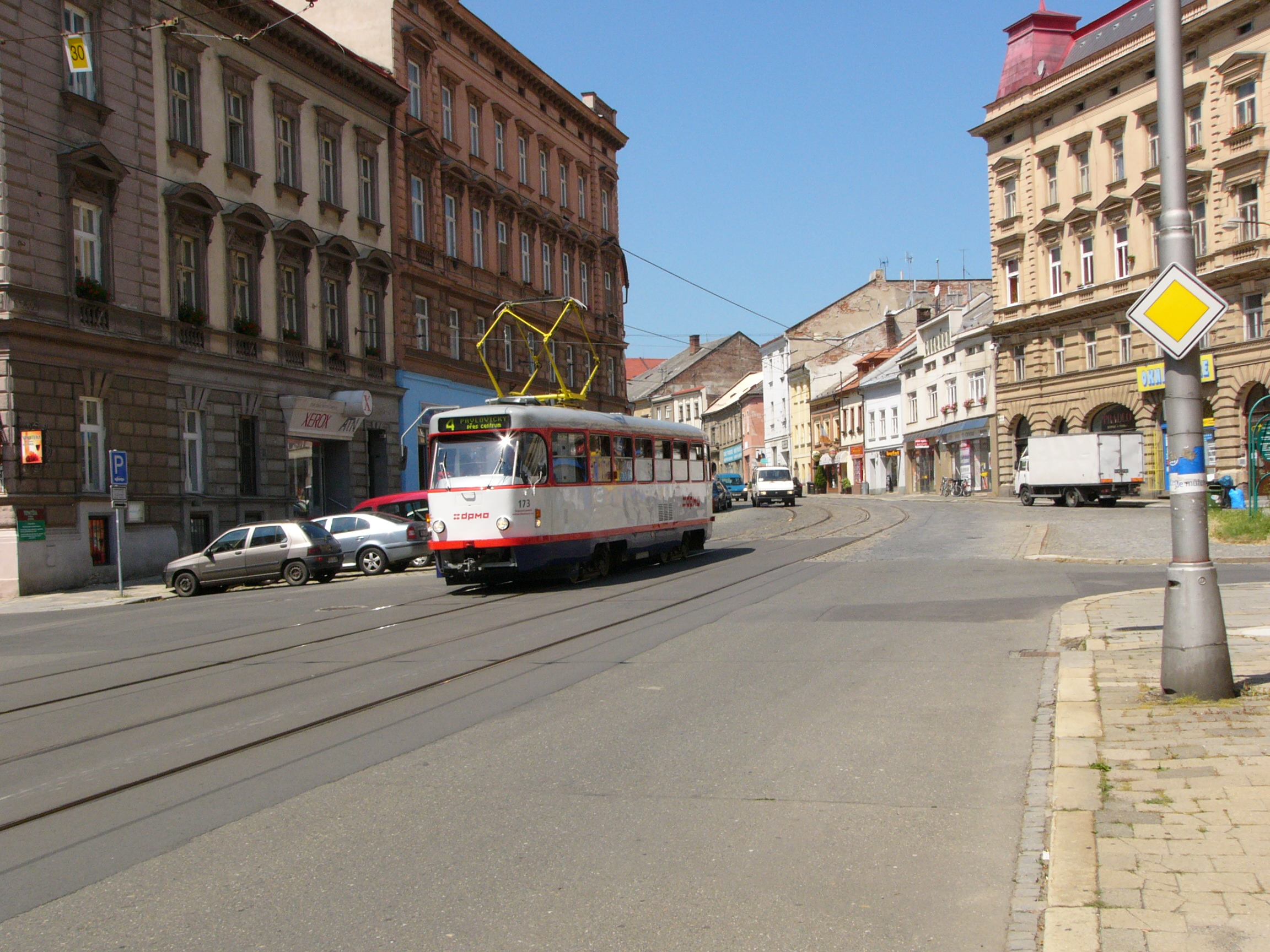
Straßenbahn vom Typ T3R.P

Die Straßenbahn Olmütz ist ein schienengebundenes öffentliches Verkehrsmittel in der Stadt Olmütz (tschechisch: Olomouc) in Tschechien. Im Jahr 2023 betreibt das Unternehmen Dopravní podnik města Olomouce, a. s. (DPMO, Verkehrsunternehmen der Stadt Olmütz) sieben Straßenbahnlinien.

## Geschichte

### An der Wende vom 19. zum 20. Jahrhundert
Hauptbegründung für die Einführung des Straßenbahnverkehrs war Ende des 19. Jahrhunderts die Tatsache, dass der Hauptbahnhof vom Stadtzentrum sehr weit entfernt war und die seit 1845 verkehrenden Pferdeomnibusse dem steigenden Verkehrsaufkommen nicht mehr genügten.
Nachdem der Baubeschluss gefasst worden war – man entschied sich für eine elektrische Straßenbahn mit Normalspur – begannen 1897 die Bauarbeiten. Bereits am 1. April 1899 konnte der Verkehr auf zwei Teilstücken mit neun Motorwagen und vier Beiwagen aufgenommen werden.
Die Strecken Dělostřelecká kasárna – Horní náměstí – Nádraží und Horní náměstí – Nová ulice waren eingleisig mit Ausweichstellen. Am Hauptbahnhof entstand die erste Wendeschleife in Tschechien. Betreiber war zunächst Siemens & Halske.

### Erste Hälfte des 20. Jahrhunderts
Im Jahr 1904 kündigte die Stadt den Betriebsvertrag und übernahm den Straßenbahnbetrieb in eigene Regie. Bald zeigte sich, dass die Straßenbahnen zu schwer waren und deswegen Brücken für größere Tragfähigkeit umgebaut werden mussten.
Mit Beginn des Ersten Weltkriegs wurden alle Arbeiten am Ausbau des Streckennetzes eingestellt. Eine Ausnahme war nur die Strecke zum neuen Friedhof in Neředín. Sie konnte noch am 3. September 1914 in Betrieb genommen werden.
1923 erhielten die einzelnen Linien Nummern anstatt der bisherigen Farbtafeln. In den 1930er Jahren wurde die Strecke nach Neředín bis zum Militärflugplatz verlängert – es war die erste und auch einzige Straßenbahnverbindung zu einem Flugplatz.
1940 wurde der wichtigste Abschnitt des gesamten Netzes, nämlich die Verbindung Bahnhof – Žižkovo náměstí zweigleisig ausgebaut. Gegen Ende des Zweiten Weltkriegs wurde die Brücke zwischen Bahnhof und Stadtzentrum zerstört. Der Straßenbahnbetrieb ruhte dann bis zum Jahr 1948 als zunächst eine hölzerne provisorische Brücke benutzt werden konnte.

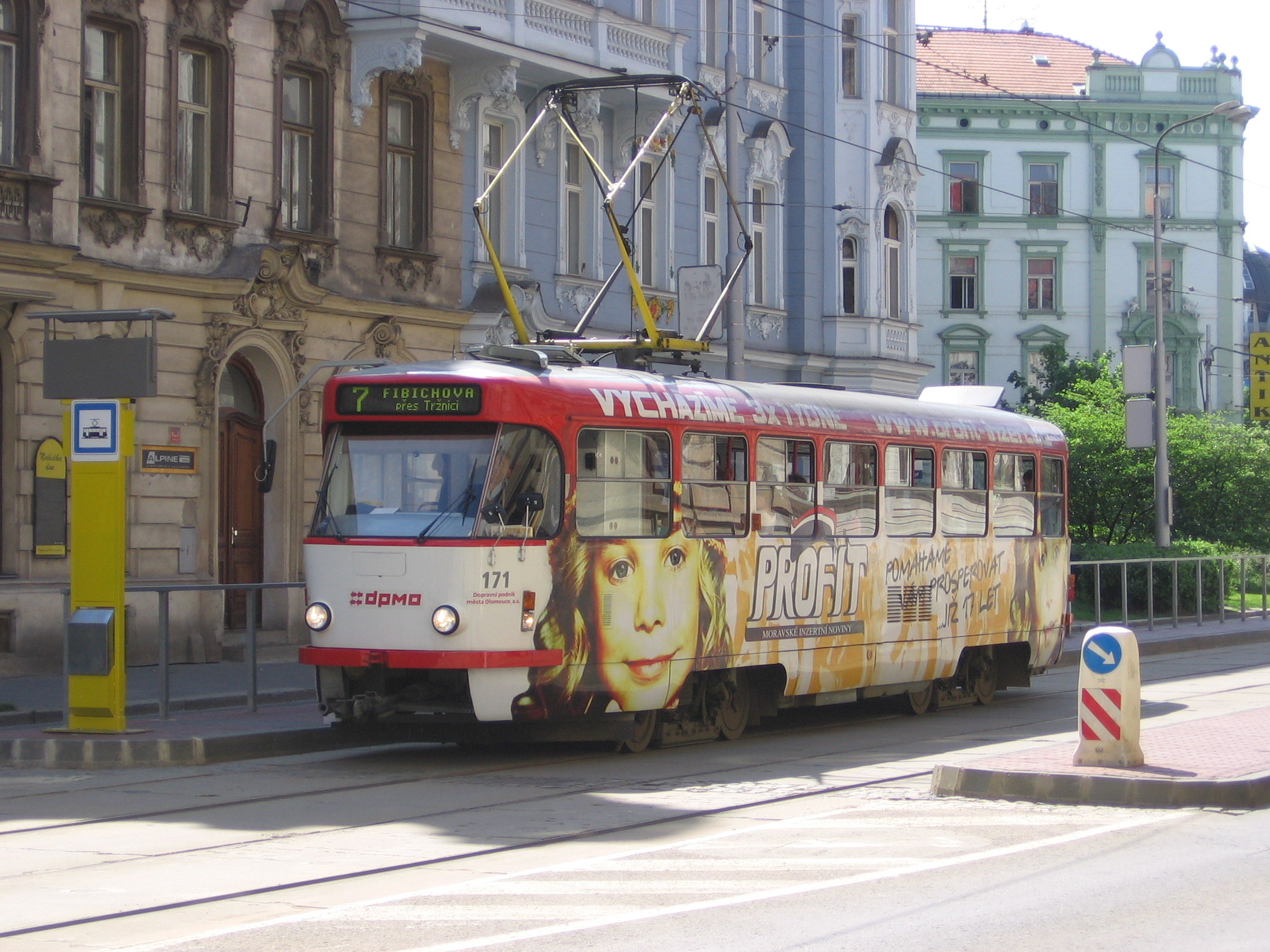
Straßenbahn T3R.P

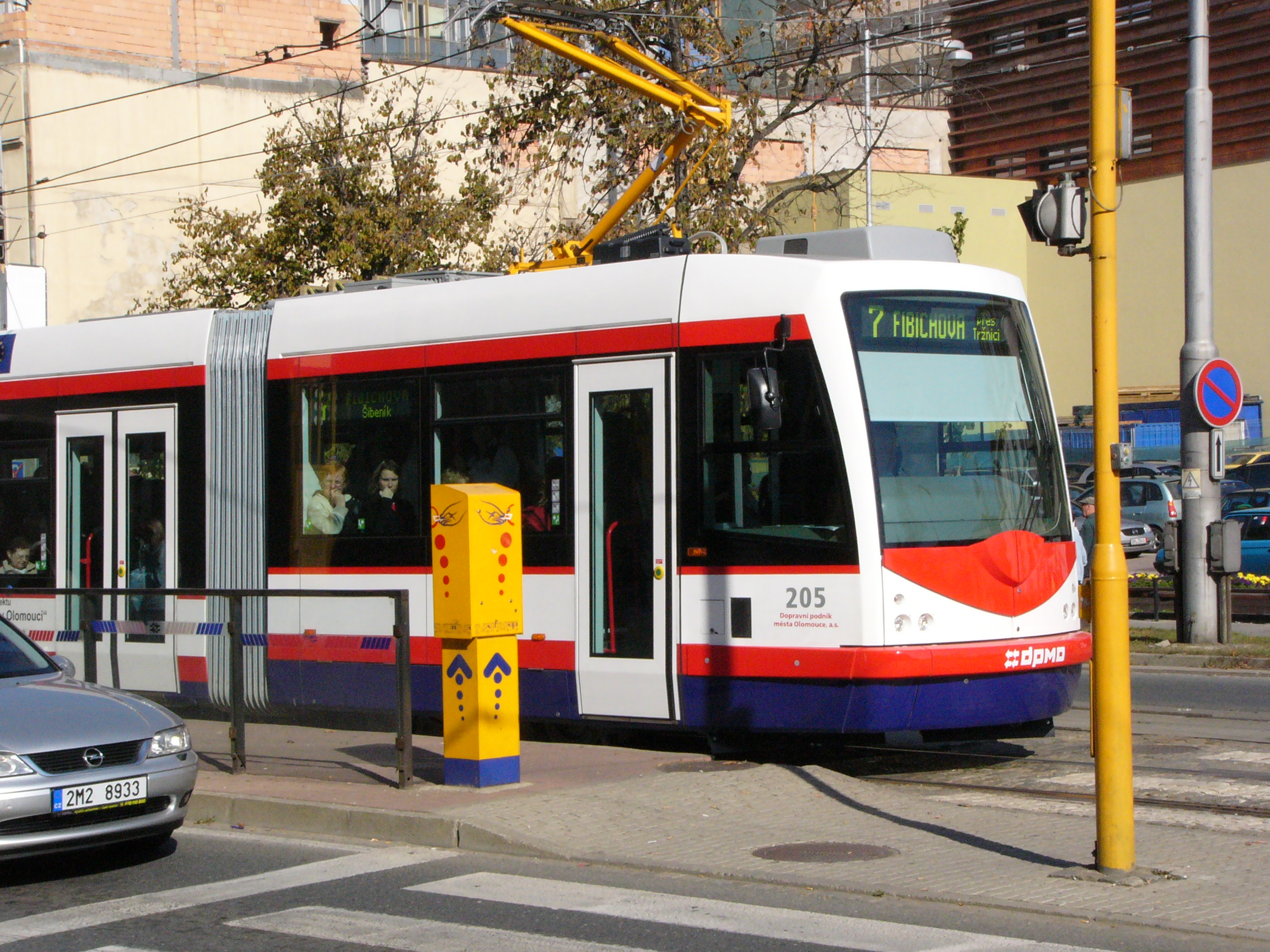
Inekon 01 Trio in den Farben der Stadt

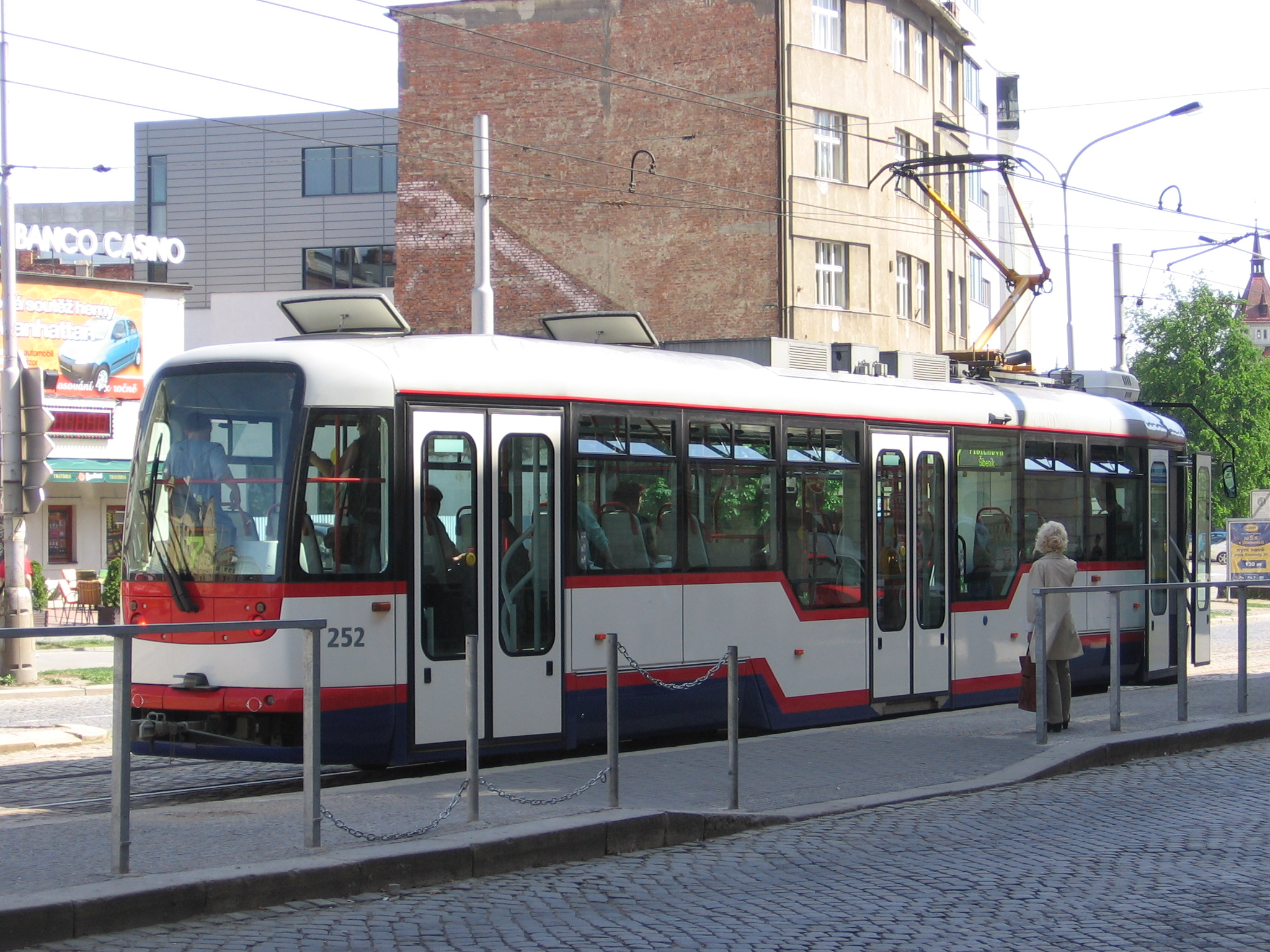
Straßenbahn Vario LF

### Zweite Hälfte des 20. Jahrhunderts
In den Jahren 1947 bis 1958 wurden einerseits weitere Streckenabschnitte zweigleisig ausgebaut und wurde andererseits 1953 die Verbindung zum Militärflugplatz eingestellt – was den Bau einer Wendeschleife an der neuen Endhaltestelle Neředín erforderlich machte.
Ab den 50er Jahren wurden Einrichtungsfahrzeuge angeschafft, was den Bau von Wendeschleifen an allen Endhaltestellen erforderte. An einer Stelle wurde stattdessen ein Gleisdreieck angelegt.
Um den Mangel an Wagen auszugleichen, wurden zwischen 1947 und 1967 mehrmals ältere Straßenbahnen aus Prag übernommen. 1957 kamen die ersten zehn Wagen vom Typ PCC in Form der Tatra-T1-Wagen zum Einsatz. In der ersten Hälfte der 1960er Jahre folgten die Straßenbahn vom Typ Tatra T2. Eine bedeutende Erneuerung des Fuhrparks brachte die zweite Hälfte dieses Jahrzehnts, als die Tatra T3-Wagen zum Einsatz kamen.
In den 1990er Jahren kamen neue Niederflurfahrzeuge Škoda 03T. Es verbesserte sich auch die Anbindung des Bahnhofs, als 1997 das zweite Gleis auf der Strecke Bahnhof – Stadtzentrum in Betrieb genommen werden konnte.
1998 bestätigte der Magistrat der Stadt in einem neuen Stadtentwicklungsplan, dass der Straßenbahnverkehr auch in Zukunft das Rückgrat des ÖPNV der Stadt bilden soll.

### 21. Jahrhundert
2006 wurden weitere Niederflurfahrzeuge – drei Garnituren Inekon 01 Trio und zwei Straßenbahnen Vario LF gekauft – 2007 folgte ein weiteres Fahrzeug vom Typ Vario LF und 2008 ein Fahrzeug Vario LFR.E, dem noch 2 weitere folgen sollen.
Im Juni 2012 wurde mit dem Bau einer lange geplanten neuen Straßenbahnlinie begonnen, die nach der Haltestelle Tržnice am neuen Einkaufszentrum Šantovka vom bestehenden Innenstadtring abzweigt und in das Wohngebiet Nové Sady führen soll. Hier sollte später die Linie 6 fahren, heute fahren hier die Linien 3 und 5. Der erste 1,4 Kilometer lange Abschnitt der neuen Strecke mit drei Haltestellen (Šantovka, V Kotlině und Trnkova) endete bis zur Weiterführung der Trasse bis zur Haltestelle U Kapličky stumpf an der Haltestelle Trnkova in der Straße Rooseveltova. Dieser erste Bauabschnitt wurde am 29. November 2013 in Betrieb genommen. Mit dem Bau eines weiteren Bauabschnitts bis zur Haltestelle U Kapličky wurde im Frühjahr 2021 begonnen und Ende 2022 fertiggestellt. Von der Haltestelle Zrnkova verläuft die Trasse zunächst in südlicher Richtung auf der Ulice Rooseveltova, geht dann auf der Ulice Zikova in westlicher Richtung weiter bis zur Ulice Schweitzerova. In dieser Straße endet die Linie dann in Nähe des Billa-Marktes. Die Fertigstellung war für Oktober 2022 vorgesehen.

## Linien

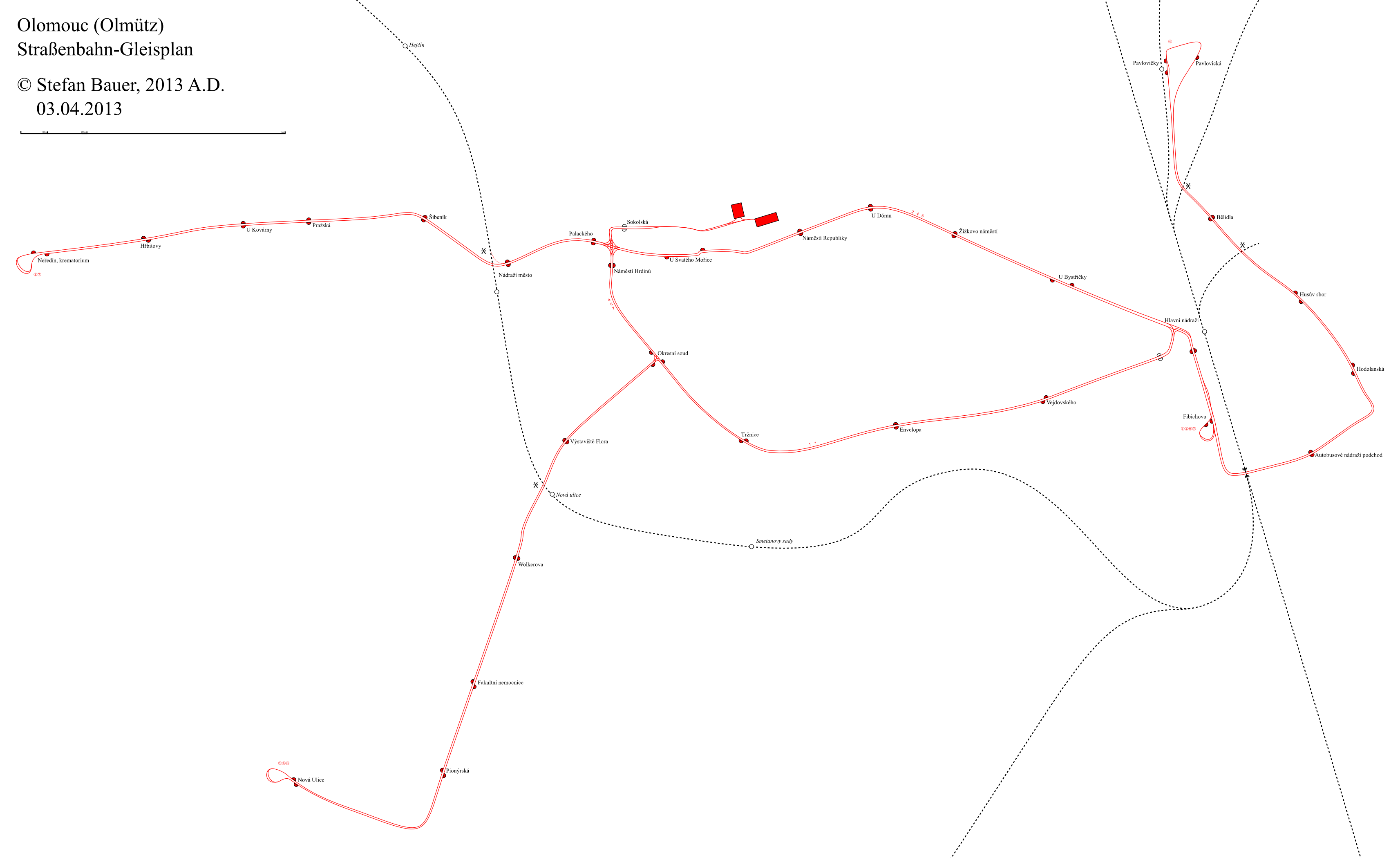
Gleisplan bis 2013

Folgende Linien verkehren auf dem Netz der Straßenbahn Olmütz (Stand: 15. Dezember 2019):
| Linie | Linienweg | Fahrzeit |
| ----- | --- | -------- |
| 1     | Fibichova – Hlavní nádraží – Vejdovského – Envelopa – Tržnice – Okresní soud – Výstaviště Flora – Wolkerova – Fakultní nemocnice – Pionýrská – Nová Ulice | 18 min   |
| 2     | Fibichova – Hlavní nádraží – U Bystřičky – Žižkovo náměstí – U Dómu – Náměstí Republiky – U sv. Mořice – Palackého – Nádraží město – Šibeník – Pražská – U Kovárny – Hřbitovy – Neředín, krematorium | 19 min   |
| 3     | U Kapličky – Rožňavská – Zikova – Trnkova – V Kotlině – Šantovka – Tržnice – Okresní soud – Náměstí hrdinů – Náměstí Republiky – Žižkovo náměstí – U Bystřičky – Hlavní nádraží – Fibichova |          |
| 4     | Nová Ulice – Pionýrská – Fakultní nemocnice – Wolkerova – Výstaviště Flora – Okresní soud – Náměstí Hrdinů – U sv. Mořice – Náměstí Republiky – U Dómu – Žižkovo náměstí – U Bystřičky – Hlavní nádraží – Fibichova (nur in Richtung Pavlovičky)– Autobusové nádraží podchod – Hodolanská – Husův sbor – Bělidla – Pavlovičky pila – Pavlovičky | 28 min   |
| 5     | U Kapličky – Rožňavská – Zikova – Trnkova – V Kotlině – Šantovka – Envelopa – Vejdovského – Hlavní nádraží – Fibichova |          |
| 6     | Fibichova – Hlavní nádraží – U Bystřičky – Žižkovo náměstí – U Dómu – Náměstí Republiky – U sv. Mořice – Náměstí Hrdinů – Okresní soud – Výstaviště Flora – Wolkerova – Fakultní nemocnice – Pionýrská – Nová Ulice | 20 min   |
| 7     | Fibichova – Hlavní nádraží – Vejdovského – Envelopa – Tržnice – Okresní soud – Náměstí Hrdinů – Palackého – Nádraží město – Šibeník – Pražská – U Kovárny – Hřbitovy – Neředín, krematorium | 20 min   |
| U     | Nová Ulice – Pionýrská – Universitätsklinikum – Wolkerova – Výstaviště Flora – Okresní soud – Náměstí Hrdinů – Palackého – Nádraží město – Šibeník – Pražská – U Kovárny – Hřbitovy – Neředín, krematorium | 19 min   |

## Fuhrpark

### Aktuell eingesetzte Fahrzeuge
In Olmütz kommen die folgenden Straßenbahntypen zum Einsatz (Stand: 31. Dezember 2023):
| Foto  | Typ       | Untertypen                                        | Baujahr(e) | Anzahl |
| ----- | --------- | ------------------------------------------------- | ---------- | ------ |
|       | Tatra T3  | Tatra T3R.P                                       | 1983–1987  | 18     |
|       | Škoda 03T | Škoda Inekon Astra                                | 1998–1999  | 04     |
|       | Škoda 03T | Inekon 01 Trio                                    | 2006       | 03     |
|       | VarioLF   | VarioLF.E, VarioLFR.E, VarioLFR.S, VarioLF plus/o | 2006–2020  | 35     |
|       | EVO1      | EVO1, EVO1/o                                      | 2018–2022  | 09     |
| Summe | Summe     | Summe                                             | Summe      | 69     |

Zum 1. Juli 2007 waren 58 Straßenbahnen für den Personenverkehr in Betrieb, der Bestand erhöhte sich bis zum 6. April 2020 auf 66 Wagen.
Außerdem gibt es noch einen Betriebswagen für den Winterdienst. Es handelt sich um eine umgebaute Straßenbahn für Personenbeförderung. Sie transportiert ein kleines Schneeräumgerät zum Freimachen der Haltestellen und besitzt die notwendigen Einrichtungen, um verschneite/eingefrorene Weichen betriebsfähig machen zu können.

### Historische Fahrzeuge

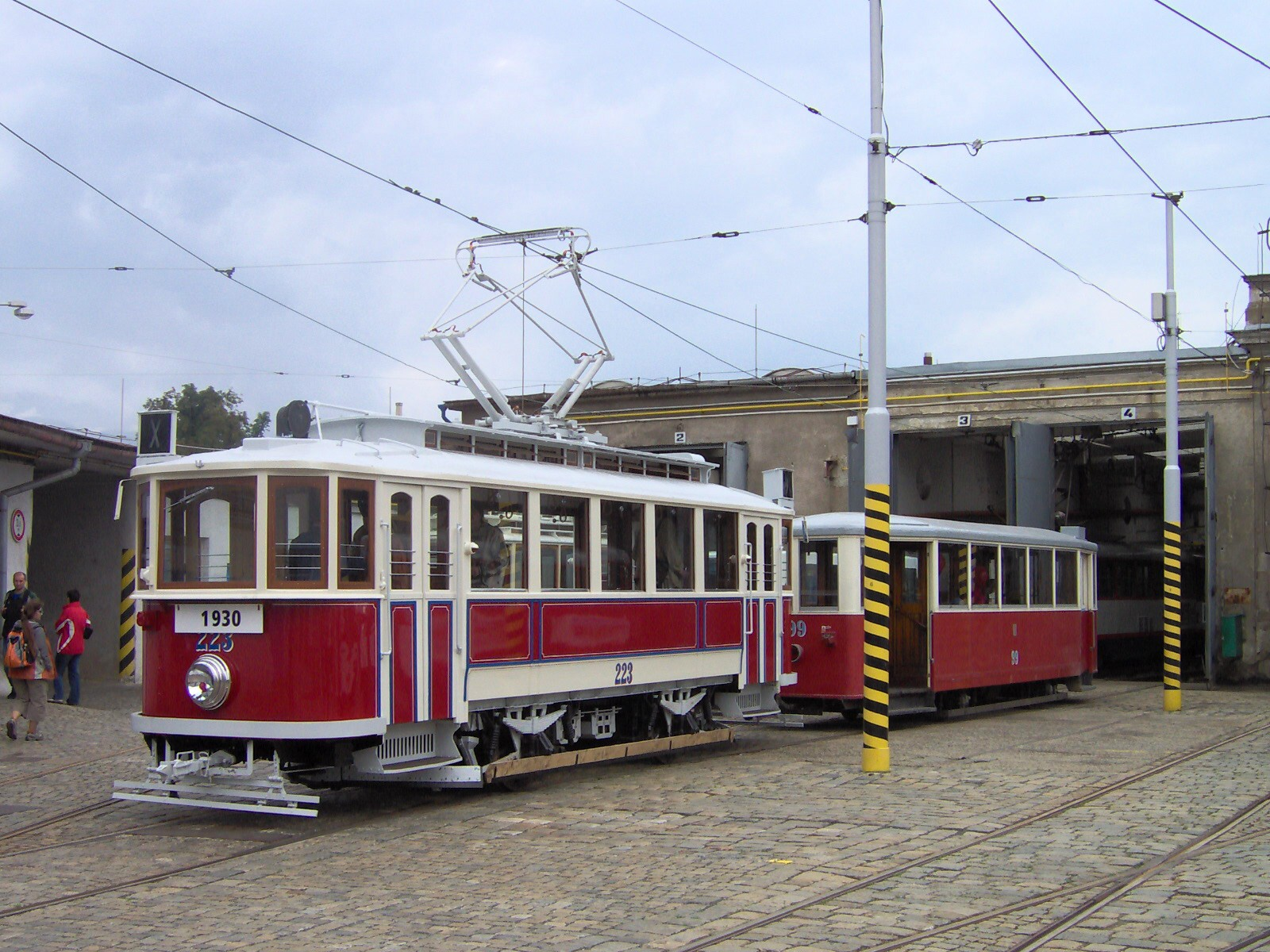
Straßenbahnzug gebildet aus den Fahrzeugen 223 und 99

In Olmütz befinden zwei historische Straßenbahnfahrzeuge:
- Das Fahrzeug mit der Nummer 223 stammt aus dem Jahr 1930. Es wurde in den Ringhoffer-Werken in Prag-Smichov gebaut. Anlässlich des 110. Jahrestags der Straßenbahn in Olmütz wurde das Fahrzeug von der Firma Krnovské opravny a strojírny renoviert und seit dem Jahr 2009 wieder in Olmütz zu sehen.[5] Das Fahrzeug wurde gebaut mit 24 Sitzplätzen und 10 Stehplätzen im Abteil, sowie 7 Stehplätzen auf der vorderen und 13 Stehplätzen auf der hinteren Zugangsfläche.
- Beim Fahrzeug mit der Nummer 99 handelt es sich um einen unmotorisierten Beiwagen. Es wurde 1951 von Královopolská in Brünn gebaut.

An verschiedenen anderen Orten gibt es weitere Fahrzeuge aus Olmützer Bestand:
- Fahrzeug Nr. 16 stammt aus dem Jahr 1912. Hersteller war die Moravskoslezská Vagonka, welche jetzt unter dem Namen Škoda Vagonka geführt wird. Es wurde 1994 zum Kulturgut ernannt, 1999 renoviert und befindet sich zurzeit im Technischen Museum in Brünn. Eigentümer ist der DPMO.
- Fahrzeug Nr. 61 stammt aus dem Jahr 1908 und ist von Ringhoffer. Es wurde 1968 beim Hersteller renoviert, erhielt dort die Prager Nummer 180 anstelle der ursprünglichen Nummer 266 und wurde zwei Tage vor dem Einmarsch der Truppen des Warschauer Paktes ins Ausland verbracht. Es befindet sich seither im Straßenbahnmuseum im britischen Crich, Derbyshire.[6]
- Fahrzeug Nr. 67 ist ebenfalls Baujahr 1908 und von Ringhoffer. Das Fahrzeug ist seit dem Jahr 1965 in der Sammlung des Prager Museums und wird unter der ursprünglichen Nummer 275 ausgestellt.
- Fahrzeug Nr. 205 wurde 1923 bei Ringhoffer-Werke/ČKD gebaut. Ursprünglich nach Prag geliefert, wo es mit Nummer 430 fuhr, wurde es 1965/1966 nach Olomouc überführt. Ab 1973 in der Werkstätten der DPMO auf Anforderung des Technischem Museums in Brno restauriert. Wurde 1975 anlässlich der Feierlichkeiten zum 75. Jahrestags der Einführung der Straßenbahn der Sammlung Brno-Líšeň übergeben.[7]

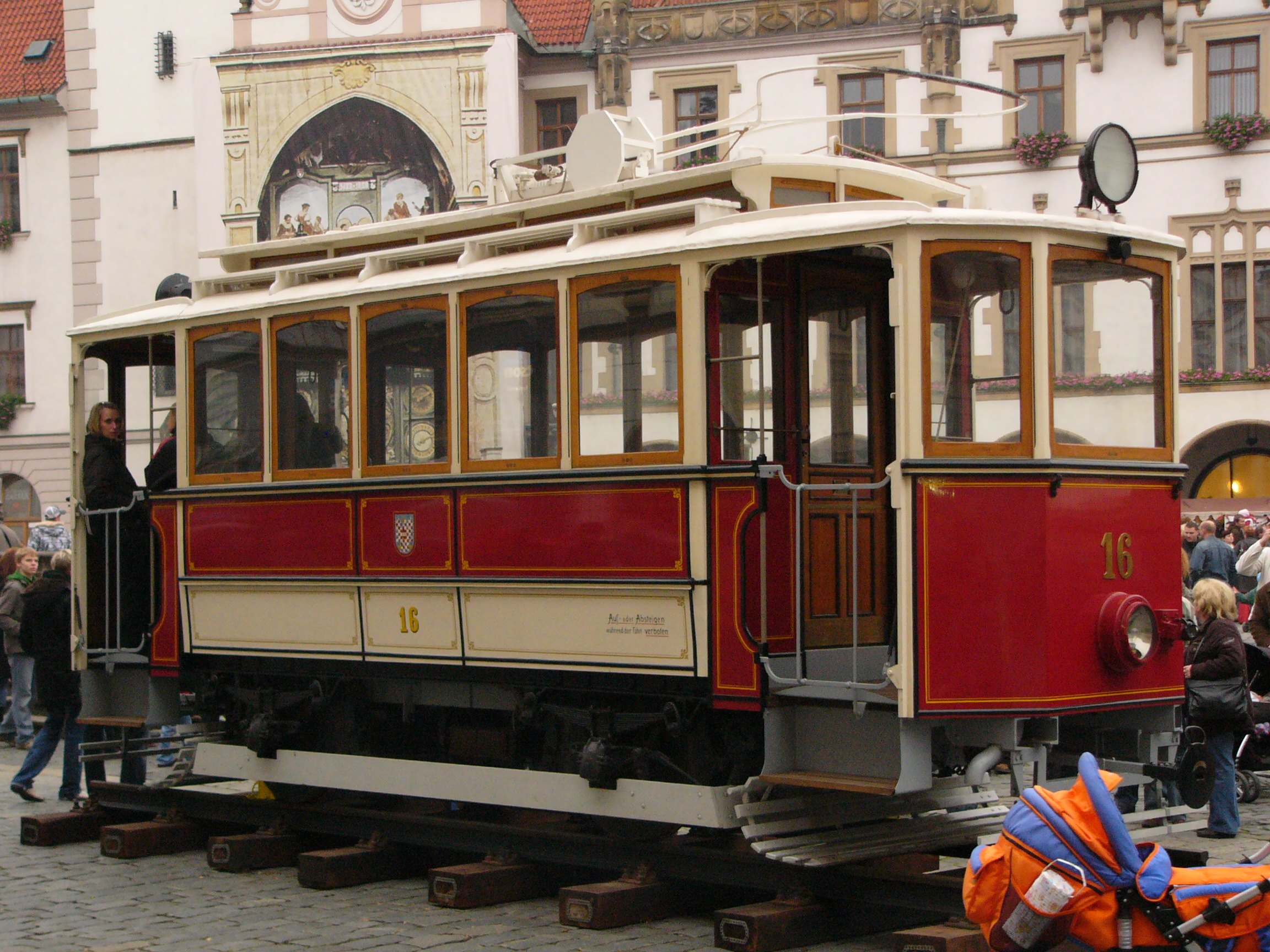
Olmützer Nr. 16
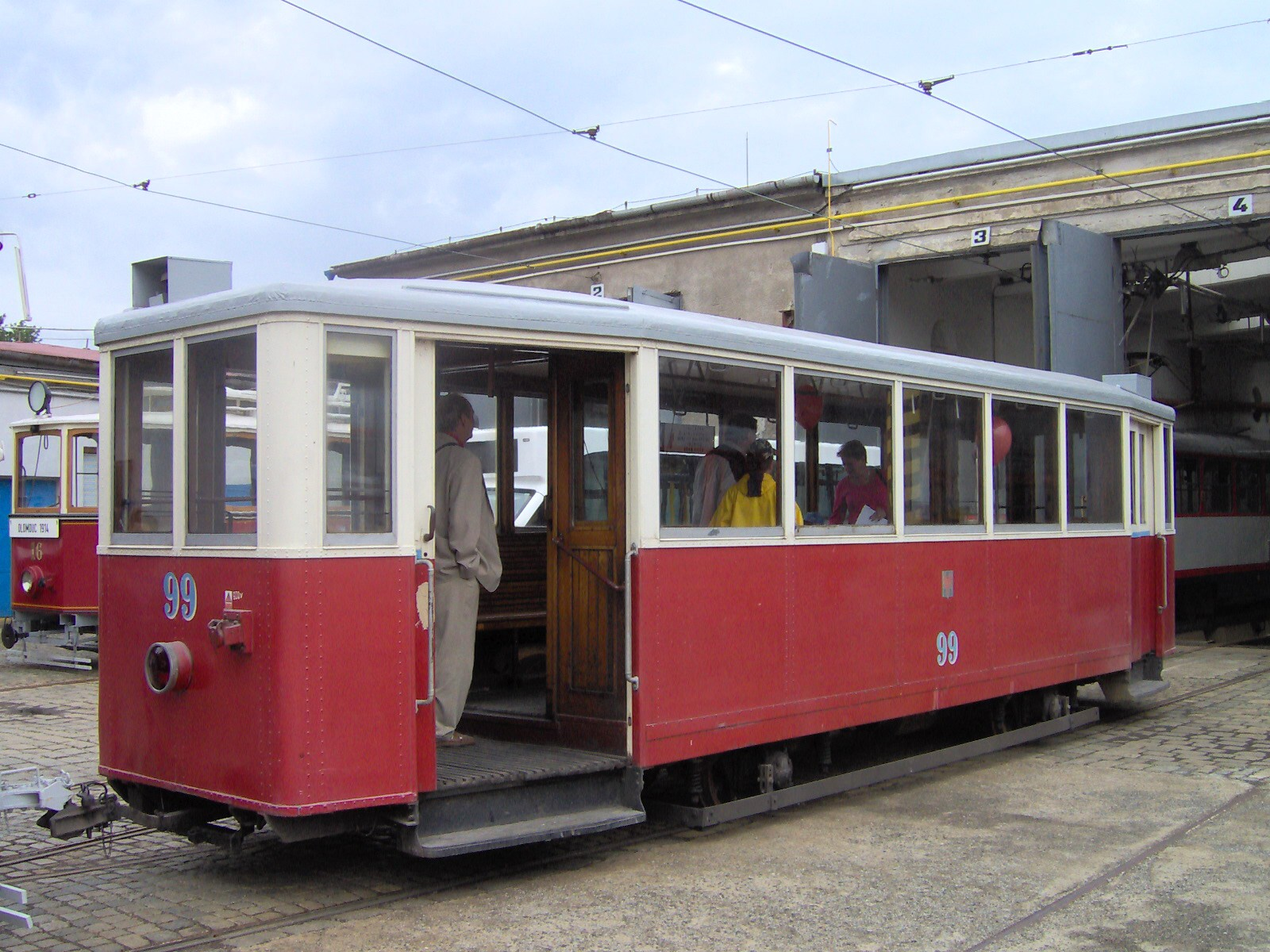
Olmützer Beiwagen Nr. 99
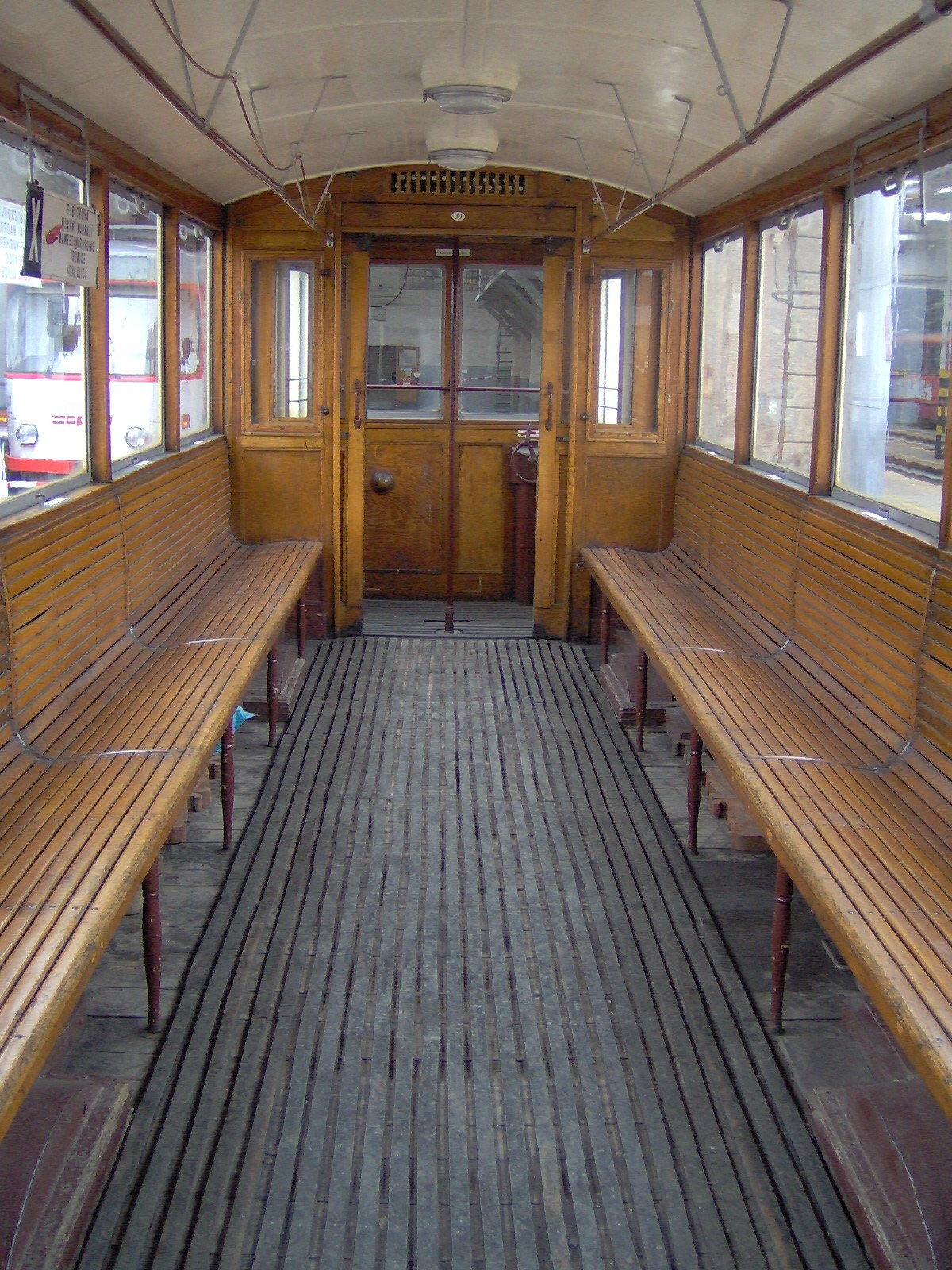
Innenansicht der Nr. 99
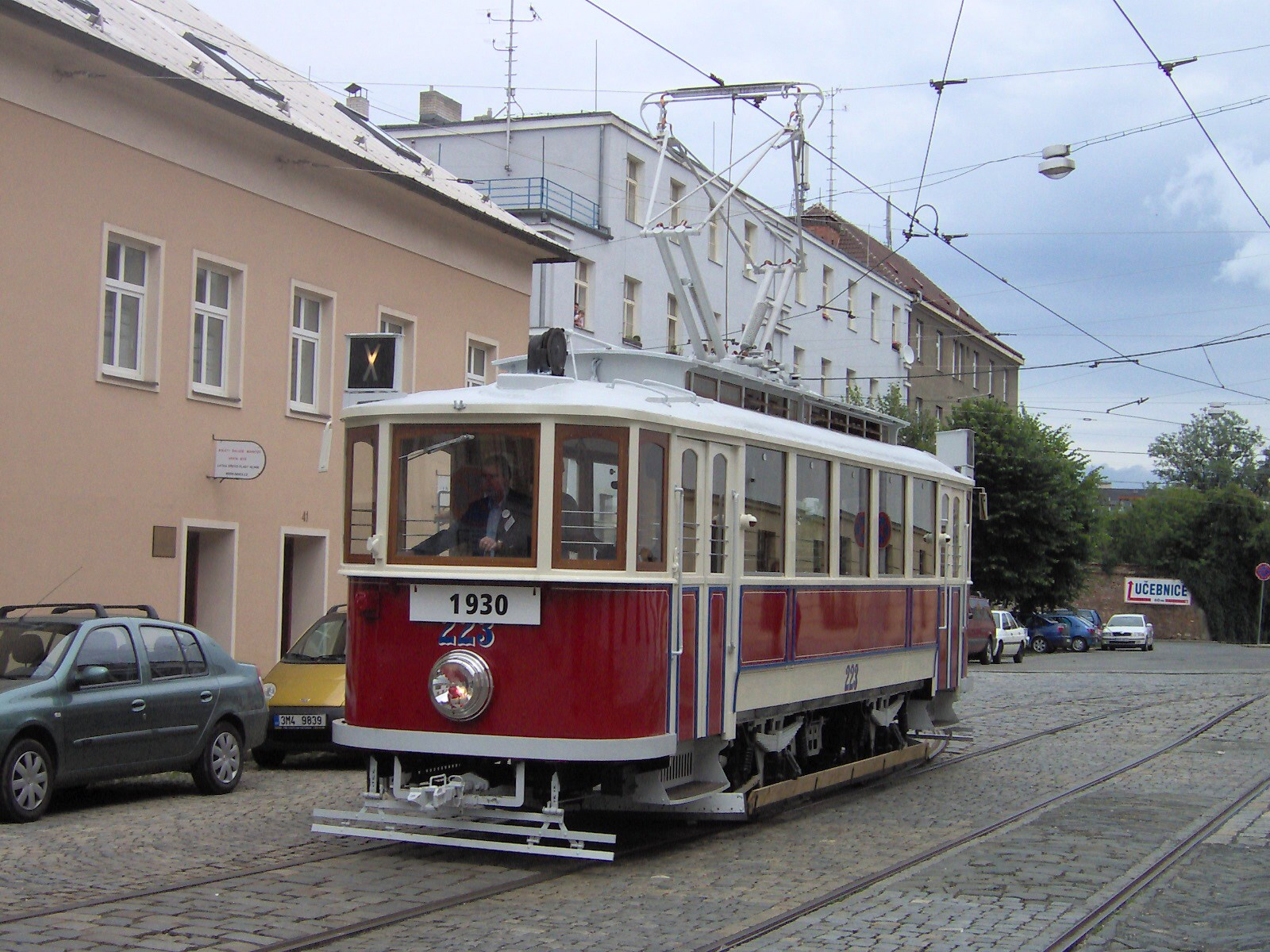
Olmützer Nr. 223
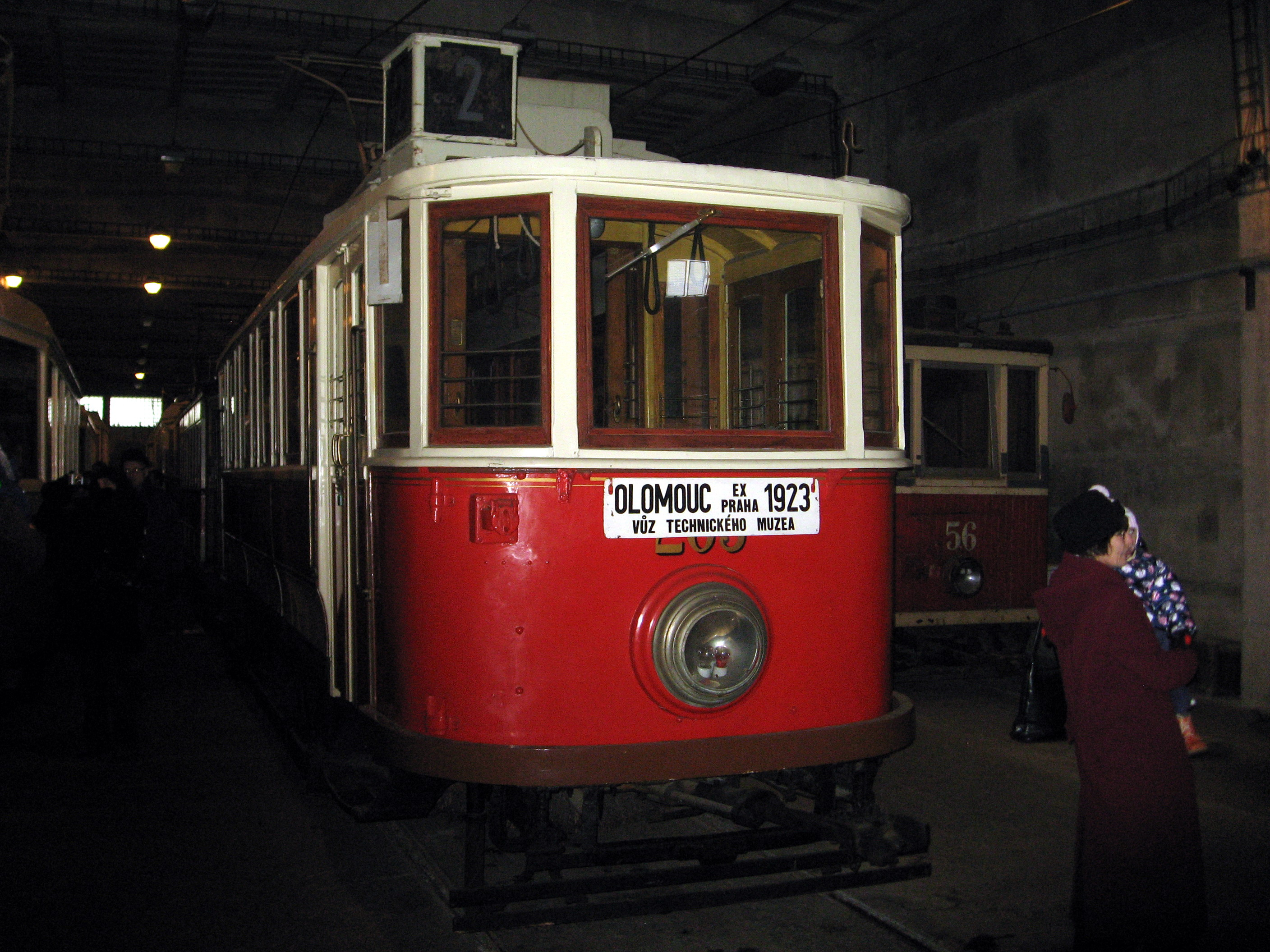
Olmützer 205, ex-Prager 430, Museum Brünn

## Betriebshof

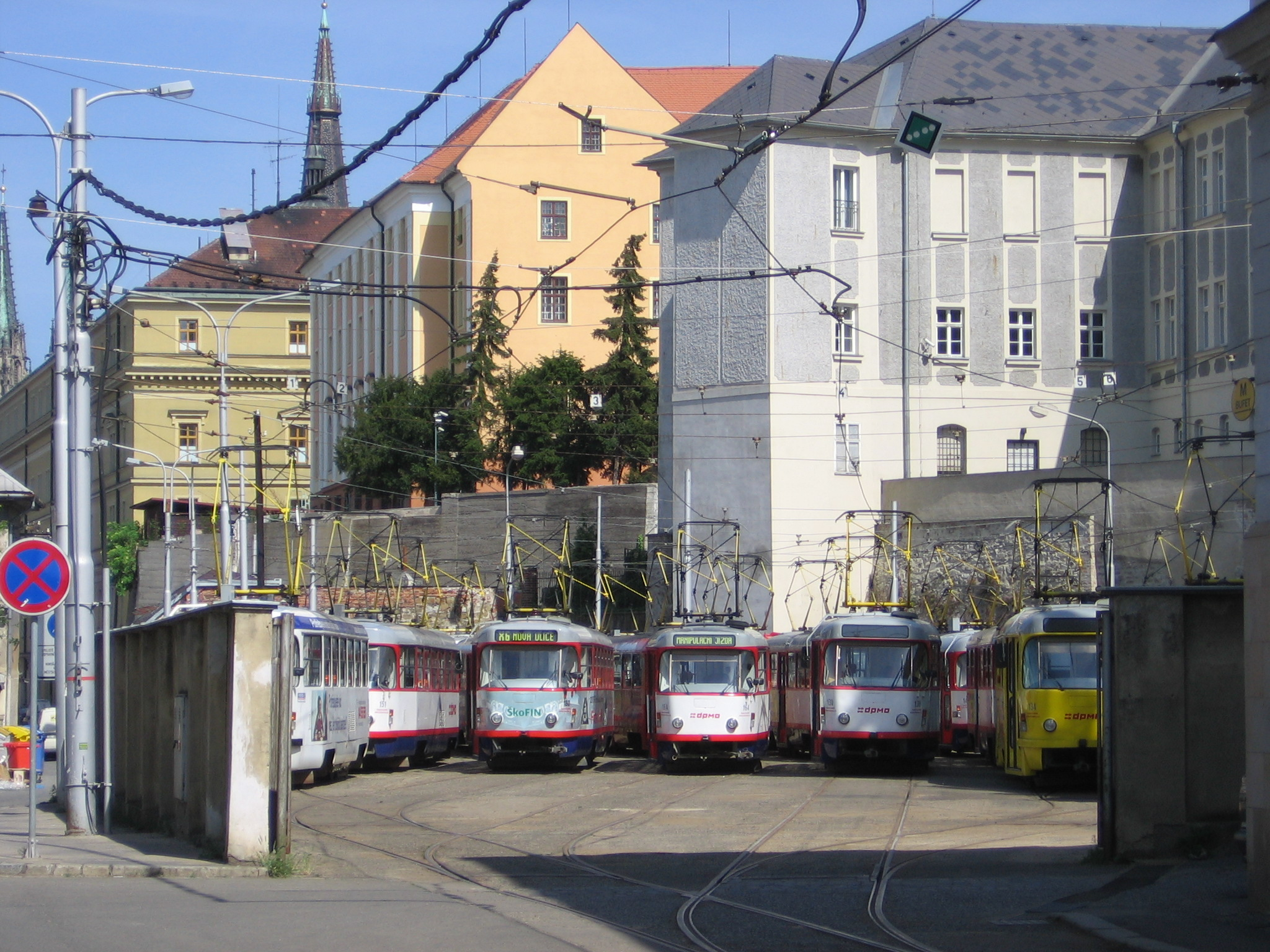
Straßenbahndepot Olmütz

Neben dem Hauptgebäude der Betreibergesellschaft DPMO befindet sich in der Koželužská ulice auch das Straßenbahndepot.
Da es dort sehr eng zugeht und es entsprechend schwierig ist, die Straßenbahnen abzustellen, trägt das Depot unter den Straßenbahnern den Spitznamen „Rubik(s Würfel)“.

## Betreibergesellschaft
Das Unternehmen Dopravní podnik města Olomouce, a.s. (DPMO) ist eine Aktiengesellschaft, die am 29. März 1994 durch Privatisierung eines bis dahin staatlichen Unternehmens entstand. Alleiniger Aktionär ist die Stadt Olmütz. Neben der Straßenbahn betreibt das Unternehmen auch den städtischen Busverkehr. Mehr als 70 Busse sind auf 24 Buslinien unterwegs und befahren ein Streckennetz von rund 290 km Länge, in das auch mehrere Umlandgemeinden eingebunden sind.